# Scrittorincittà
Scrittorincittà è un festival letterario che si tiene annualmente a Cuneo. È organizzato dal Comune, in collaborazione con la Regione Piemonte.

## Storia
La manifestazione è nata nel 1999 con il titolo Festa Europea degli Autori ed è cresciuta nelle diverse edizioni, sia in termini di ospiti sia di pubblico sia di durata. Dal 2003 ha assunto il titolo Scrittorincittà e nel 2015 ha raggiunto i 35.000 spettatori circa.

Nell'ambito di Scrittorincittà è stato ascritto il Premio Città di Cuneo per il primo romanzo, erede del Festival del primo romanzo trasferito nel 1999 dal Salone internazionale del libro di Torino alla Biblioteca Civica di Cuneo.

### Edizioni
- 1999: Letterature tra nord e sud
- 2000: Il viaggio e il sogno
- 2001: Isole
- 2002: Paure
- 2003: Confini
- 2004: I luoghi della libertà
- 2005: Passioni
- 2006: Passaggi
- 2007: In questo preciso momento
- 2008: Ai bordi dell'infinito
- 2009: Luci nel buio
- 2010: Idoli
- 2011: Orizzonti verticali
- 2012: Senza fiato
- 2013: Terra, terra!
- 2014: Colori
- 2015: Dispari
- 2016: Ricreazione
- 2017: Briciole
- 2018: "Venti"
- 2019: "Voci"
- 2020: "Prossimo"
- 2021: "Scatti"
- 2022: "Aria"
- 2023: "Argento vivo"
- 2024: "Stelle"
- 2025: "Cerchi"

## Caratteristiche
Il festival prevede incontri letterari, convegni, conferenze, dibattiti, laboratori e spettacoli, legati a un tema diverso per ogni edizione, a cui partecipano ogni anno mediamente 150 ospiti, tra scrittori, giornalisti, coordinatori ed editori, di fama nazionale e internazionale.

Gli appuntamenti, suddivisi nei sei giorni di durata, sono in parte dedicati a un pubblico adulto e in parte a bambini e ragazzi e si svolgono in vari luoghi della città.

All'interno della sede principale (il Centro Incontri della Provincia) sono anche presenti uno Spazio Ragazzi, dedicato a Roberto Denti e intitolato Sala Robinson, e una libreria con le opere degli ospiti dell'edizione.

Ogni edizione è supportata dai volontari, circa 300 persone dai 16 anni in su, che collaborano con l'organizzazione nella gestione dei vari incontri.